# Frézismus
Frézismus či frézistická poezie (od fréza – novým pravopisem frézizmus) byla snaha vnést do české poezie dogma socialistického realismu. V poválečném období se o to postaral totalitní komunistický režim, který cenzuroval a perzekvoval mnoho českých spisovatelů a místo nich jako oficiální literaturu uznával jen politicky korektní díla vybraných autorů, např. z akce Pracující do literatury nebo patetická a schematická díla spisovatelů, kteří se snažili režimu zalíbit.
Poukazováno bylo na popis, oslavu dělnické práce, zdůrazňována byla víra ve „světlé zítřky“. V poezii měla převládnout „politická a společenská lyrika oslavného a budovatelského typu“.